# Острув-Любельски
Острув-Любельски (пол. Ostrów Lubelski) — город в Польше, входит в Люблинское воеводство, Любартувский повят. Имеет статус городско-сельской гмины. Занимает площадь 29,68 км². Население — 2224 человека (на 2004 год).

## Персоналии
- Стефан Рахонь (1906—2001, польский дирижёр) — родился в Оструве-Любельском